# Nekcse
Nekcse (horvátul Našice) kisváros és község Horvátországban, Eszék-Baranya megyében.

## Fekvése
Eszéktől légvonalban 46, közúton 53 km-re nyugatra, Diakovártól légvonalban 31, közúton 36 km-re északnyugatra, Szlavónia középső részén, a Krndija-hegység északi lejtői és a Szlavóniai-síkság találkozásánál, az Eszékről Verőcére menő főút mentén fekszik. Itt halad át a Varasdról Dályára menő vasútvonal, melyről itt ágazik le a Nekcse-Újkapela vasútvonal.

## A község települései
A községhez közigazgatásilag Brezik Našički, Ceremošnjak, Crna Klada, Nekcseváralja (Gradac Našički), Granice, Jelisavac, Lađanska, Lila, Lobsica (Londžica), Makloševac, Markovac Našički, Nekcse, Nekcseszentmárton (Martin), Polubaše, Ribnjak, Rozmajerovac, Velimirovac, Vukojevci és Zoljan települések tartoznak.

## Története
Az emberi élet első nyomai Nekcse határában a Krndija-hegység egyik nyúlványán, a várostól északnyugatra emelkedő, mintegy 200 méteres átmérőjű „Šipovac” nevű dombon találhatók. Ez a hely már az ősi időkben ideális feltételeket nyújtott a letelepedésre. Az itt talált barna, vöröses és szürke színű, durva előállítási móddal előállított kerámiatöredékek az újkőkorra és a kőrézkorra jellemzőek. Néhány jel arra utal, hogy a település már a kőkorszak korai szakaszában, a paleolitikumban és a mezolitikumban is lakott volt. A leletek több rétegben való előfordulása az itteni településnek a történelem előtti időszakban hosszú ideig, több korszakon át történt lakottságára enged következtetni. Nekcse helyén a hagyomány szerint a római korban a Stravianae nevű település állt, római település létezését azonban a mai napig régészeti leletek nem támasztották alá.

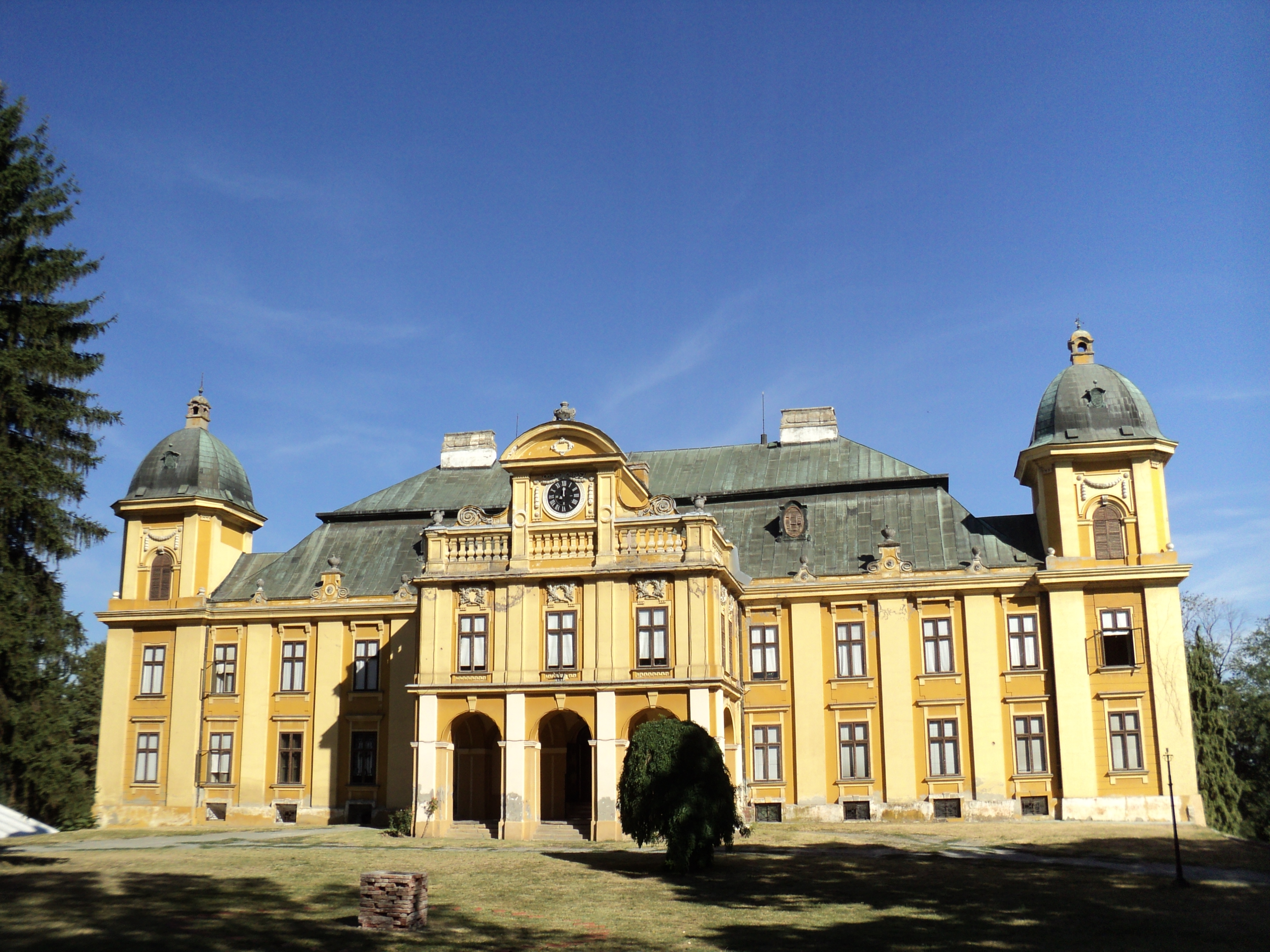
A Pejácsevich-kastély

Nekcse Árpád-kori település. Nevét 1228-ban „Nekche” néven említi először az az oklevél, melyben II. András király a Tétény nembeli Pukuri Benedek unokáinak birtokuk határairól bizonyságot ad.
 1230-ban „Necha”, 1239-ben „Nessicha”, 1240-ben „Necha”, 1250-ben „Nehcha”, 1310-ben „Nekcha” néven írták. Nekcse egykor a Kán nemzetségbeli Jula bán és feleségének, Helenának birtoka volt, aki a birtok egy részét tartozékaival együtt a templomos kereszteseknek adta. Ez a birtokból kihasított rész utóbb Szentmárton nevet viselt. 1239-ben a pécsi püspök Nekcse és a pozsegai Licenissa dézsmáját átadta a templomosoknak cserébe a Kálmán hercegtől kapott baranyai és valkói nyestadóért. 1281-ben Demeter fia Demeter és a lovagrendek voltak birtokosai, majd az 1299-i és 1311-es osztozkodáskor Nekcsei Sándor fiainak jutott. 1310-ben Károly Róbert király a templomosok nekcsei birtokát elvette a megszüntetett rendtől és visszaadta Sándor fia Sándornak. A templomosok házait és birtokait Magyarországon az ispotályos keresztesek kapták meg. 1312-től Sándor és testvére, Demeter tárnokmester Nekcséről kezdték nevezni magukat, de olykor abaúji (sárosi) várukról Lipócinak is. 1332-ben a pozsegai esperességhez tartozó egyházának papja 1 márka pápai tizedet fizetett, ami mezővárosi rangra utal. 1373-ban megalapították a ferences kolostort, közelében pedig a klarisszák kolostora állt. Nekcse városi rangját bizonyítja, hogy 1403-ban „oppidum”, 1448-ban pedig „civitas” jelzővel illetik. A város középkori múltját régészeti leletek is alátámasztják. A város belterületén, a Bošković utcában egy enyhe magaslaton szürkés és sárgás színű felületű, éles peremű cseréptöredékek kerültek elő, melyek a 13. és 16. század közötti uradalmi központ létezését igazolják.
Várát 1396-ban említik először oklevél „Castrum Nekchewar” alakban. Az Aba nembeli Nekcseiek építtették és birtokolták egészen 1403 elejéig, amikor Nekcsei Sándor fia Zsigmond hűtlensége miatt, Zsigmond király Szántai Laczkfi Dávid fejérmegyei ispánnak és testvérének Jakabnak adományozta. 1406-ban cserében a Bihar vármegyei Sólyomkő váráért ismét a király kezébe került. 1407-ben Zsigmond király Garai Miklós nádornak és testvérének, Jánosnak adományozta, később 1491-ben Corvin János, majd 1504-ben az Újlakiak kezére került. 1524-ben az Újlakiak kihaltával ismét királyi birtok lett. A város 1532 körül, a vár pedig 1541-ben került török kézre és 1687-ig török uralom alatt volt. A török közigazgatásban náhije székhelye volt. A keresztény lakosság egy része elmenekült, mások áttértek az iszlám hitre. Közben Boszniából új lakosság is települt ide. A nekcsei ferences kolostor szerzetesei a környező települések híveit is szolgálták, de kolostoruk sokáig janicsárlaktanyaként működött. A felszabadító harcok során a templom és a kolostor is leégett.

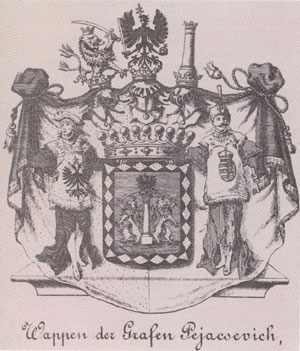
A Pejácsevich család címere

A Caraffa-bizottság döntésével 1702-ben Johann Ferdinand Kybnek ítélték oda, majd 1703-ban történt halála után Catarina Caraffa grófnő kapta meg. 1708-ban a nekcsei birtok az udvari kamara igazgatása alá került. Megkezdődött a középkori templom barokk stílusban történt újjáépítése, mely 1714-ben a torony építésével fejeződött be. A nekcsei uradalmat 1723-ban a császár Lamperg Ferenc Antal hercegnek adományozta, aki 1726-ban eladta az eszéki erőd parancsnokának, Oduyer Antal gróf tábornagynak. 1734-ben Pejácsevich József és Ignác grófok vásárolták meg, akiknek utódai a második világháború végéig birtokolták. A Pejácsevich család 1778-ban iskolát nyitott akkori kastélyában. Az 1780-as években a környező földek megművelésére jelentős számú lakosságot telepítettek be. A legtöbben Magyarországról, Zala, Tolna, Sopron, Baranya és Torontál vármegyékből, valamint a Bácskából érkeztek, de jöttek Csehországból, Morvaországból és Ausztriából is. A város magja a központi tér körül alakult ki, miután felszámolták az itt fekvő temetőt és megkezdték a kastély építését. A tér mai formája a második világháború után alakult ki. 1812-ben befejeződött a mai nagykastély építése. A 19. század végén a Pejácsevicsek szlovák és német anyanyelvű lakosságot telepítettek le a városban és környékén. 1895-ben épült meg a várost a Baranya vármegyei Szentlőrinccel és Sellyével összekötő, 92,5 kilométeres hosszúságú Szentlőrinc-Szlatina-Našici helyiérdekű vasútvonal, mely egy 460 méter hosszú híddal keresztezte a Dráva folyót. A trianoni békeszerződés a vonalat kettészakította, Horvátországban csak a Szlatina-Nekcse szakasz, Magyarországon pedig a Szentlőrinc és Drávasztára-Zaláta megállóhely közti szakasz maradt meg. (1970 óta a magyarországi részen ennél is rövidebb szakaszon, csak a Szentlőrinc–Sellye-vasútvonalon maradt meg a vonatközlekedés.)
A településnek 1857-ben 1128, 1910-ben 2439 lakosa volt. Verőce vármegye Nekcsei járásának székhelye volt. Az 1910-es népszámlálás adatai szerint lakosságának 78%-a horvát, 10%-a magyar, 6%-a német, 4%-a szerb anyanyelvű volt. 1907-ben befejeződött a kiskastély építése. Az első világháború után 1918-ban az új szerb-horvát-szlovén állam, majd később (1929-ben) Jugoszlávia része lett. Az első világháború után építették ki a vízvezeték hálózatot, aszfaltozták az utakat és az áramellátás biztosítására erőművet építettek. Vállalkozások, gazdasági társaságok alakultak, téglagyár és fűrészüzem kezdte meg működését. A második világháború után a központi park rendezésével és több középület (községháza, bíróság, szálloda, áruház, bank) felépítésével alakult ki a mai városközpont.

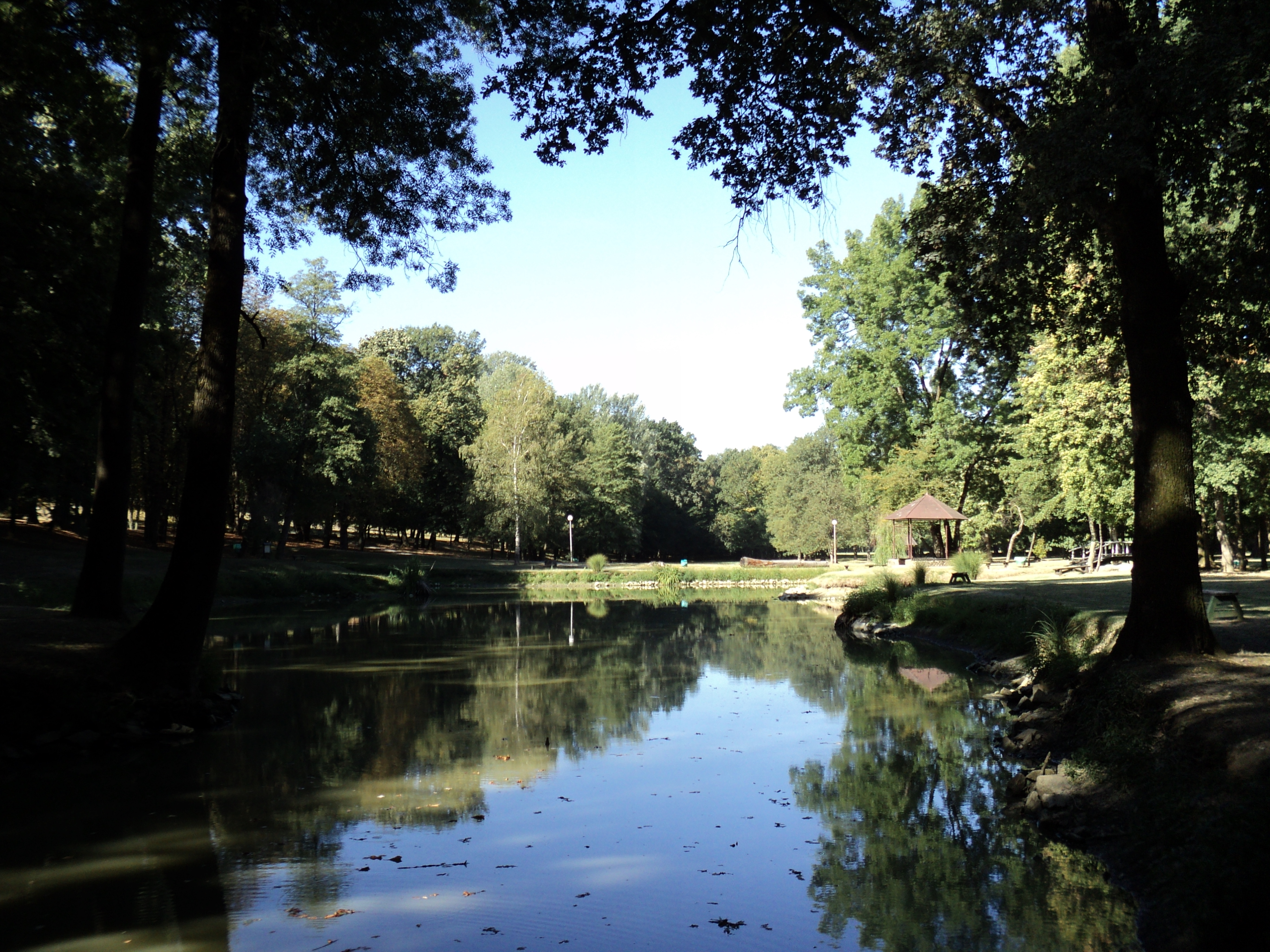
A városi park

A délszláv háború idején eredménytelen tárgyalások után 1991. szeptember 20-án kezdődött meg a a jugoszláv néphadsereg laktanyái ellen a horvát erők támadása. A JNA nem válogatott a célok között. A város minden épületére lőtt, akár katonai, akár polgári cél volt az, így a lövedékek számos családi otthont, kulturális emléket, a víztornyot, benzinkutat, melléképületeket romboltak és nem kíméltek a kórházat sem. Lőtték katolikus szakrális épületeket is, kigyulladt a plébániatemplom tornya és a ferences kolostor tetőzete. A horvát védelmi erőknek a nemzeti gárda és a rendőrség vezetésével több, mint 30 órás harcban sikerült elfoglalni a laktanyákat és kiűzték a JNA egységeit a városból. Szeptember 21-ét ma is a város felszabadulásának napjaként ünneplik. Ezután alakították meg a horvát hadsereg 132. nekcsei dandárját, mely később jelentős szerepet játszott Kelet-Szlavónia védelmében és a Papuk-hegység falvainak felszabadításában. 67 nekcsei önkéntes vett részt Vukovár védelmében, ahol közülük 18-an estek el. A többiek a szerbek fogságába estek, ahonnan 1992 augusztusában szabadultak ki. 2011-ben a városnak 7888, a községnek összesen 16224 lakosa volt.

## Lakossága
| Lakosság változása | Lakosság változása | Lakosság változása | Lakosság változása | Lakosság változása | Lakosság változása | Lakosság változása | Lakosság változása | Lakosság változása | Lakosság változása | Lakosság változása | Lakosság változása | Lakosság változása | Lakosság változása | Lakosság változása | Lakosság változása |
| ------------------ | ------------------ | ------------------ | ------------------ | ------------------ | ------------------ | ------------------ | ------------------ | ------------------ | ------------------ | ------------------ | ------------------ | ------------------ | ------------------ | ------------------ | ------------------ |
| 1857               | 1869               | 1880               | 1890               | 1900               | 1910               | 1921               | 1931               | 1948               | 1953               | 1961               | 1971               | 1981               | 1991               | 2001               | 2011               |
| 1.128              | 1.566              | 1.587              | 1.829              | 2.118              | 2.439              | 2.310              | 2.662              | 3.005              | 3.383              | 4.187              | 5.780              | 6.817              | 8.235              | 8.173              | 7.888              |

## Gazdaság
A város gazdaságának alapja az ipar. A legfejlettebb iparágak a fémipar, az élelmiszeripar, a textilipar, a faipar, a nyomdaipar, a cementgyártás és a kőbányászat. A közelben 1500 hektár halastó található.

## Nevezetességei

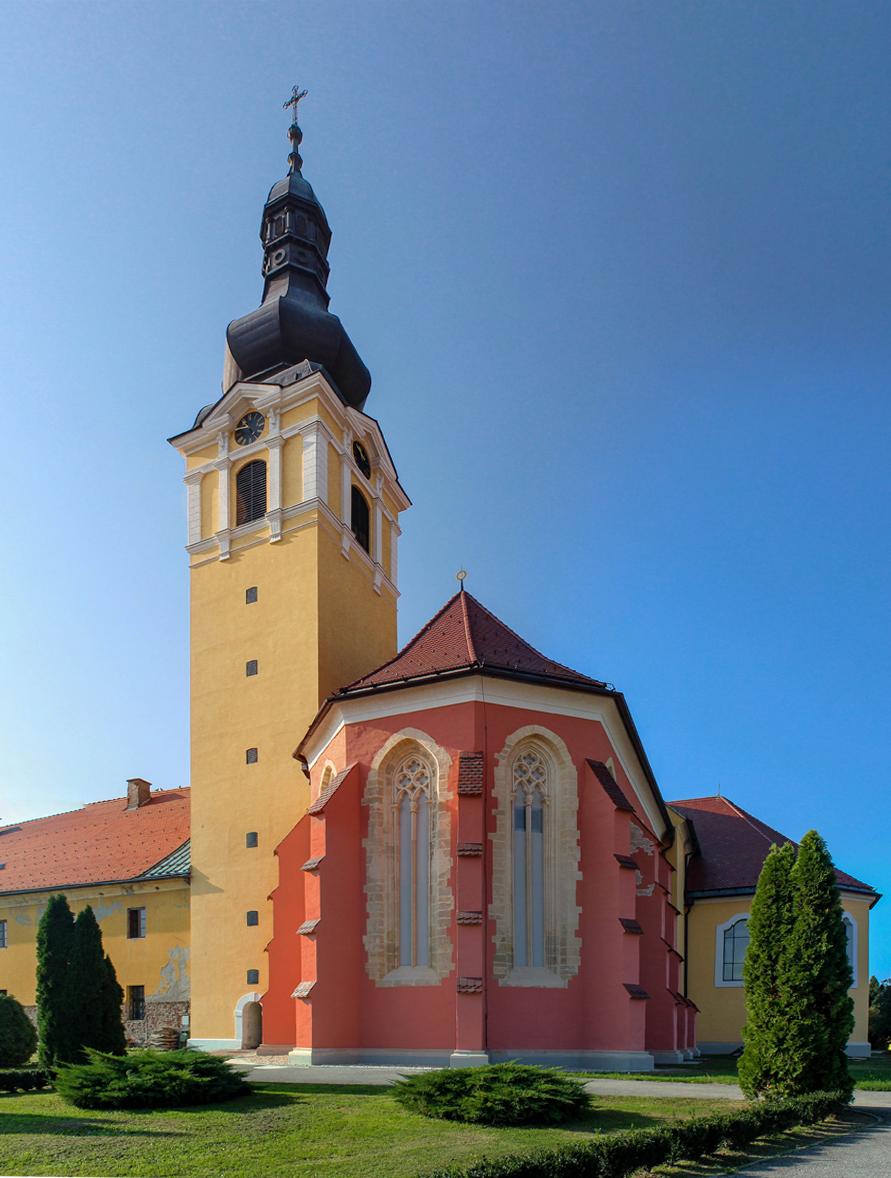
A Szent Antal plébániatemplom

- Páduai Szent Antal tiszteletére szentelt ferences temploma és kolostora[7] a 13. század végén, vagy a 14. század elején épült gótikus stílusban. Az épületegyüttes a barokk stílusban átépített gótikus templomból és a barokk, négyszög alaprajzú, belső udvaros kolostorból áll. A templom egyhajós épület, sokszögletű, támpillérekkel megerősített szentéllyel. A hajó északi oldalához kápolna csatlakozik. A 45 méter magas, barokk, hagymakupolás harangtorony a szentély déli oldalához csatlakozik. A 18. század eleji barokk átépítés során a hajót meghosszabbították, kápolnát építettek hozzá, átalakították a homlokzatot és a belső teret, a kolostort pedig a nyugati résszel bővítették. A templom belseje barokk-rokokó stílusú. Orgonáját 1776-ban építette Janicsek József budai mester. A 15 regiszteres, 2 manuálos, pedálműves, mechanikus hangszer a nagyobb orgonák közé tartozik. Különösen nagy az orgonaszekrény, mely ferences fafaragómesterek munkája, a 18. századi fafaragás mesterműve. A ferences kolostor 18. században alapított könyvtárában számos vallási és tudományos mű mellett 10 ősnyomtatványt is őriznek.
- A Pejácsevich család nagykastélya[8] 1811 és 1812 között épült egyszerű, klasszicista stílusban. 1865-ben gazdagon díszített, reprezentatív neobarokk kastéllyá építették át. A lejtős terep miatt a főhomlokzat oldalán egyemeletes, míg a másik oldalon két emelet magasságú. Belső terét a középső folyosó osztja két részre, melyről a szobák és szalonok sora nyílik. A szalonok stílusos berendezésűek, mennyezetük stukkóval díszített, dekoratív faburkolatuk művészi asztalosmunka. A központi rész fő eleme az elliptikus lépcsőház a későbarokk kő korláttal. A kastélyban működik ma a városi múzeum, melyet 1974-ben alapítottak. A múzeum régészeti kiállítása a város történetét mutatja be az őskortól a középkorig. Az őskori anyag nagyrészt a gaji és pogorácsi lelőhelyek újkőkori anyagából származik néhány város környéki lelőhely leleteivel kiegészítve. A régészeti gyűjteményen kívül Hinko Juhn alkotásai, népviseletek gyűjteménye, képgaléria, képeslap, üdvözlőlap és gyászjelentés gyűjteményei vannak. Külön gyűjtemény témája a munkásmozgalom, a nemzeti felszabadító háború és Jugoszláv Kommunista Párt története a második világháború előtt és alatt. A kastély előtti angolparkot 1909-ben alakították ki. A parkban számos ritka és egzotikus fa és cserjeféle található.
- A Pejácsevich-kiskastély[9] 1907-ben épült H alakú alaprajzzal, neoklasszicista stílusban a potsdami Sanssouci-kastély mintájára. A klasszicista struktúrát egy integrált környezet részeként fogalmazták meg, amely egy nagy kastélyból, üvegházból, parkosított kertből, környezetből és a megművelt táj egyéb részeiből állt. A déli bejárati és az északi főhomlokzatot tizenöt ablakszemmel tagolták. A kiemelkedő téglalap alakú ablaknyílások mellett a homlokzatot további függőleges pilaszterek tagolják. A klasszicista stílust és a háromdimenziós plaszticitást széles lépcső és balusztrád fejezi ki, amelyhez többteraszos, geometriailag kialakított kert társul.

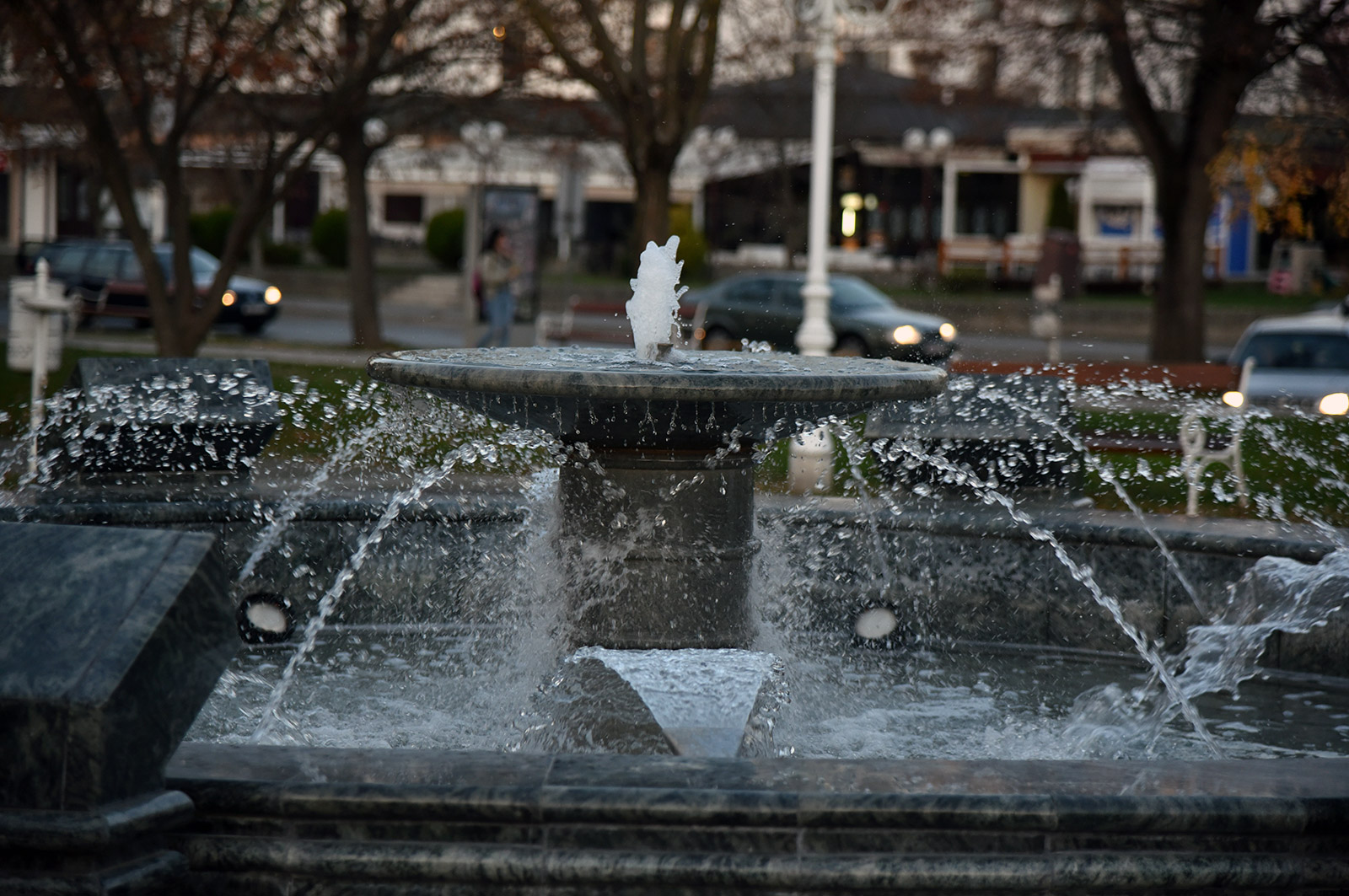
Szökőkút a város központjában

- A középkori klarissza kolostor romjai[10] egy kisebb dombon találhatók, melyet a népi hagyomány „Klara”, vagy „Fratarsko brdo” néven nevez. A kolostort történeti forrás már 1660-ban említi, amikor Péter, a Zágrábi egyházmegye vikáriusa körbejárta Szlavónia plébániáit és Nekcsére látogatva a nép által Klarának nevezett romokra akadt. Ez alkalommal jegyzi fel, hogy itt klarissza apácakolostor állt.
- A Pejácsevich család Urunk mennybemenetele tiszteletére szentelt temetőkápolnája[11] 1881-ben épült Hermann Bollé tervei szerint. Egyhajós épület sokszög záródású szentéllyel, a főhomlokzatba komponált harangtoronnyal, mely nyolcszögletű, karcsú piramisban végződik. A harangtorony első emeletének oldalán neogótikus, csúcsíves ablaknyílások láthatók. A homlokzatot függőlegesen kétrészes, lépcsőzetes támpillérek tagolják. A kápolna belseje növényi és antropomorf díszítésű keresztbordázatos boltívekkel fedett és dekoratív kerámia csempékkel van kirakva. A sírbolt keresztboltozatos, falai mélyedésekkel tagoltak és kiterjed a felsőszinti terasz alá is. Mellette található Pejácsevich Dóra zongoraművész, hegedűművész, zeneszerző sírja. A síron álló mellszobra Đorđe Jovanović szerb szobrászművész alkotása 1906-ból.
- A Gröger család lakóháza[12] az Isidor Kršnjavi téren található. A családi házat az 1930-as évek elején Franz és Otto Gröger, a Pejácsevich-birtok erdőgazdálkodói közösen építették. Eredetileg családi házként, zöldövezetben építették. Egyemeletes ház, magas és meredek tetőfedéssel, észak-déli tájolással. A déli főhomlokzatot a földszinten két félkör alakú erkély hangsúlyozza, amelyekben három ablaknyílás található. A Gröger-villa egyedülálló építészeti tervezésében és az alpesi éghajlatra jellemző részletek alkalmazásában.
- A nekcsei zsidó temetőt[13] a település akkori belterületén kívül, Nekcse északkeleti részén egy szántóföldre építették. Ma már a városon belül, a Mavro Špicer utcában található. Noha a városban a 18. század vége óta jelen vannak zsidó családok, a legrégebbi fennmaradt sírkövek azt mutatják, hogy a temetőben az elhunytakat a 19. század első felében kezdték eltemetni. A legrégebbi sírkövet Koschmann Ferbernek 1835-ben állították fel. Az utolsó temetkezés, amelyet a sírkő létezésével igazolható, 1940-ben történt (Mermelstein Izidor). Sok elhunytat a környező településekről temették a temetőbe, mert a közelben zsidó temetők csak Pogorácson és Raholcán vannak.
- A nekcsei halastó mindössze 10 km-re található a városközponttól. Mintegy száz évvel ezelőtt ásatta Pejacsevich gróf. A tó a nád és más vízinövények birodalma, amelyet gazdag madárvilág, főként kacsák és kormoránok népesítenek be. Az itt kifogott halak között nem ritka 20 kg-os harcsa és a 10 kg-os ponty sem. A várostól 3 km-re fekvő mesterséges Lapovac-tóban nyáron fürödni is lehet.

## Kultúra
- A HKD „Lisinski” horvát kulturális egyesületet 1889-ben még énekkarként alapították. Az alapítástól az első világháborúig csak a férfikórusa működött, majd színjátszó csoportja kezdte meg működését. Az egyesület tevékenysége a második világháború idején szünetelt.  A háború után nehézségek ellenére a kórus újra összeállt. Ebben az időszakban indult meg a kezdeményezés a folklór szekció létrehozására, amely idővel kibővítette repertoárját. Az 1980-as években az énekkar és folklór szekció mellett a tamburarajongók kezdeményezésére megalakult az egyesület tamburazenekara is. Az 1980-as években a Lisinski egyesületből indult a neves horvát zeneszerző, Pejácsevich Dóra grófnő elfelejtett zenéjének újjáélesztésére irányuló kezdeményezés. Ennek eredményeként került megalapításra 1985-ben, a művésznő születésének 100. évfordulóján a „Dora Pejačević” általános zeneiskola. Ma az egyesületnek mintegy 120 tagja van, akik mögött már számos sikeres előadás áll úgy hazai fesztiválokon, mint külföldön, Szlovákiában, Romániában, Magyarországon, Csehországban, Ausztriában, Szerbiában, Bosznia-Hercegovinában és másutt.
- A városi múzeum a Pejácsevich-kastélyban működik. A múzeumot 1974-ben alapították. Régészeti kiállítása a város történetét mutatja be az őskortól a középkorig. A régészeti gyűjteményen kívül Hinko Juhn alkotásai, népviseletek, képgaléria, képeslap, üdvözlőlap és gyászjelentés gyűjteményei vannak. Külön gyűjtemény témája a helyi munkásmozgalom, a nemzeti felszabadító háború és Jugoszláv Kommunista Párt helyi története.
- A horvát nemzeti könyvtár és olvasóterem keretein belül működik a horvátországi szlovákok központi könyvtára (Ústredná knižnica Slovákov v Chorvátskej republike).
- „Dora Pejačević” tamburazenekar
- Nekcsei városi zenekar

## Oktatás
A városban ma két általános iskola működik, az egyik Pejácsevich Dóra, a másik Tomiszláv király nevét viseli. A város egyetlen középiskolája a helyi születésű festőművészről és művészettörténészről, Isidor Kršnjaviról van elnevezve. A városban a középfokú oktatás kezdetei a 17. századig, a ferencesek működéséig nyúlnak vissza. 1921 és 1928 között kétosztályos kereskedelmi iskola működött itt, majd 1954-ben a Pejácsevich-kastélyban nyílt meg a gimnázium. A gazdasági felnőttképző iskola 1956 és 1964 között működött, közben pedig 1960-ban gazdasági iskola nyílt. 1971-ben középiskolai központ létesült. 1978-ban befejeződött a mai iskolaépület felépítése, melyet 1983-ban és 1990-ben bővíteni kellett.

## Sport
- Az RK NEXE Našice kézilabdaklub a horvát 1. ligában, illetve a SEHA területi ligában szerepel
- Az NK NAŠK Našice labdarúgóklub a megyei 3. liga keleti csoportjában szerepel
- A KK Našice kosárlabdaklub a horvát B1-es ligában játszik
- A ŽOK Našice női röplabdaklub a horvát 2. liga keleti csoportjában szerepel
- Az NK Šipovac Našice labdarúgóklub a megyei 2. ligában szerepel
- Az MNK Našice kispályás labdarúgóklub a horvát kispályás 2. liga keleti csoportjában szerepel
- A TK Našice teniszklub a horvát teniszbajnokság 3. ligájának keleti csoportjában játszik,
- KK "Impact" Našice kickbox-klub
- TK "Našice" taekwondo klub
- SK Našice lövészklub
- SK "Dora" Našice asztaliteniszklub
- SK "Našice" asztaliteniszklub
- ŠK "Slavonac" Našice sakk-klub
- KK "Nexe" Našice karateklub
- KK Našice tekeklub
- MK "Racing" Našice motorosklub
- BK "Našice" kerékpárosklub
- UŠR "Lapovac" Našice sport és rekreációs egyesület
- ŠUTI "Našice" fogyatékosok sportegyesülete
- PK "Black sheep" Našice paintballklub
- "Nexe Team" Našice rekreációs futó egyesület
- AK "Panonija" Našice autósklub

## Egyesületek
- Vukovári háborús veteránok városi egyesülete
- A honvédő háború horvát hősei özvegyeinek városi egyesülete
- A honvédő háború rokkantjainak városi egyesülete
- A honvédő háború horvát elesett hősei gyermekeinek városi egyesülete
- A honvédő háború horvát elesett hősei szüleinek nekcsei és gyurgyenováci egyesülete
- Háborús posttraumával kezelt hazafiak városi egyesülete
- A honvédő háború polgári rokkanjainak városi egyesülete
- DVD Našice városi önkéntes tűzoltóegyesület (alapítva 1888-ban)
- ”Zvaz Slovakov” Našice szlovák nemzeti szövetség
- UZ "Kaj" Našice városi zagorácok egyesülete
- Matica umirovljenika Hrvatske városi nyugdíjas egyesület
- LU "Jelen" Našice vadásztársaság
- GD Našice 2005 gombaszedők egyesülete
- PD "Krndija" Našice hegymászó egyesület
- UHP Našice horvát történelmi egyesület
- Oldtimer klub "Našice"
- Radio klub "Našice"
- Matica Hrvatska városi csoportja
- "UM" Našice ifjúsági egyesület
- "Naša djeca" Našice gyermekklub
- Udruga gluhih i nagluhih osoba Našice siketek és hallássérültek egyesülete
- "Dar dobrote" Našice városi huimanitárius egyesület
- Udruga voćara i vinogradara Našice gyümölcs és szőlőtermesztők egyesülete
- PU "Pčela" Našice városi méhészek egyesülete
- ZTK Našice technikai kulturális egyesület
- Udruga slijepih Našice, vakok egyesülete
- Kinološko društvo "Našice" kutyatenyésztők egyesülete
- Lions club "Našice"
- Hrvatski Crveni križ, a Horvát Vöröskereszt városi szervezete
- Udruga dijabetičara Našice, diabetikusok egyesülete

## Híres emberek
- Isidor Kršnjavi festőművész, művészettörténész, politikus
- Pejácsevich László politikus, horvát bán
- Pejácsevich Tivadar politikus, horvát bán
- Pejácsevich Dóra zongoraművész, hegedűművész, zeneszerző
- Pavle Jurina olimpiai bajnok kézilabdázó, edző
- Danijel Pranjić válogatott labdarúgó
- Tomislav Torjanac festőművész, illusztrátor
- Ivana Plechinger énekesnő
- Hinko Juhn keramikus, szobrászművész, tanár
- Itt született 1859-ben Bottay Kálmán rajztanár, természettudós, entomológus, vadász.